# Northampton

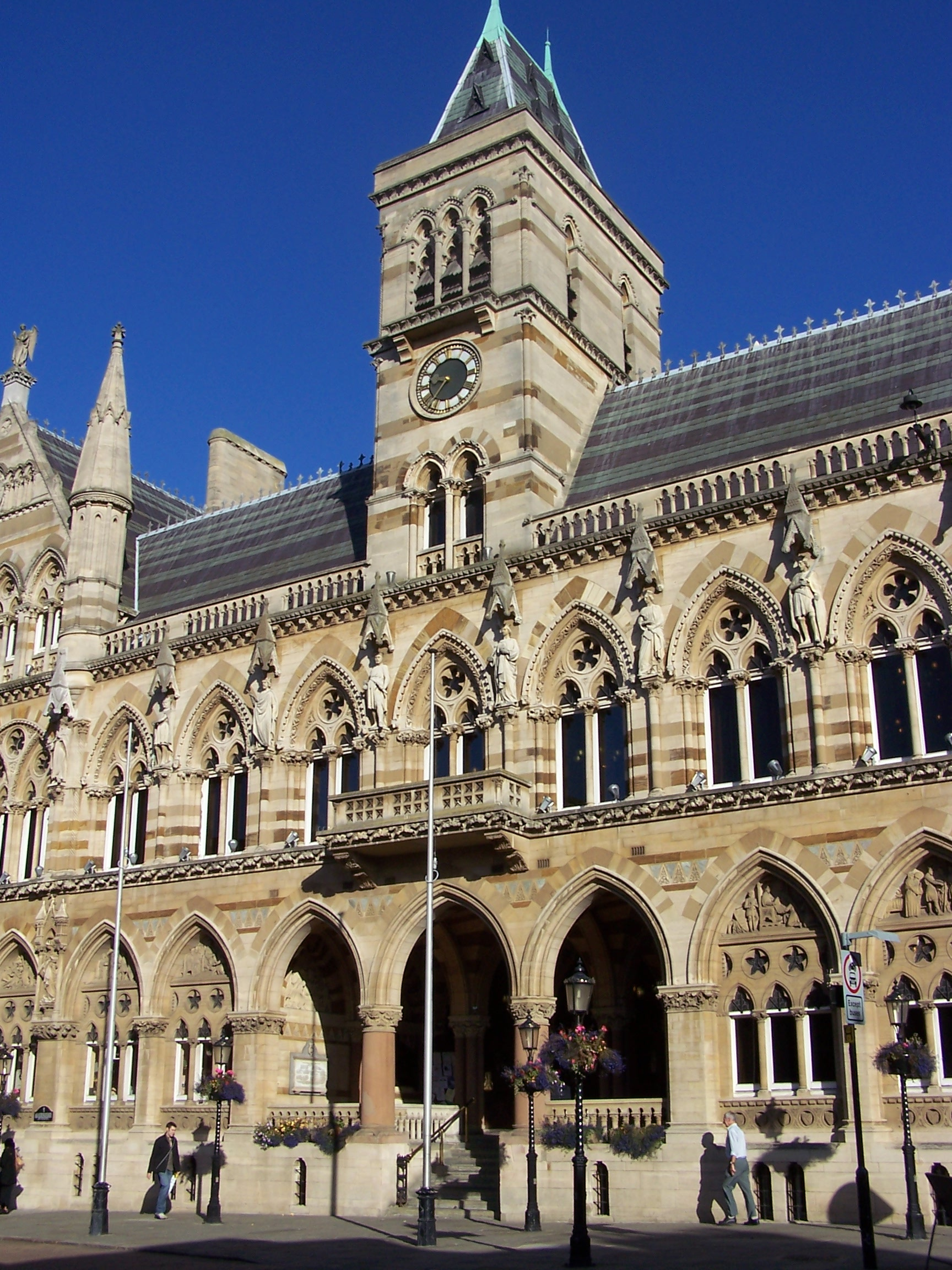
Prédio de Northampton em estilo neogótico, construído entre 1861 e 1864

Northampton é uma cidade inglesa, localizada na região de Midlands Orientais. É a capital do condado de Northamptonshire.
O distrito tem uma população estimada de 200.100 habitantes, e a cidade tem população estimada de 189.474, fazendo de Northampton a 22ª cidade mais povoada da Inglaterra.
Northmapton foi o mais importante centro de fabricação de calçados e outras indústrias coureiras da Inglaterra.

## Ilustres nascidos em Northampton
- Alan Moore, escritor.
- William Alwyn, compositor.
- Malcolm Arnold, compositor.
- Francis Crick, cientista.
- Peter Murphy, vocalista da banda Bauhaus.
- Sophie Turner, atriz.
- Matt Smith, ator.
- Alan Walker, músico.